# Panoramique (cinéma)
Pour les articles homonymes, voir Panoramique.
Un panoramique ou pano en jargon cinématographique est un mouvement de rotation de la caméra sur un axe, à l'horizontale ou à la verticale, aussi bien que son résultat. La caméra peut pivoter sur un axe vertical, de gauche à droite ou inversement, c'est un panoramique horizontal, identique au mouvement de la tête quand l'horizon est parcouru par le regard (en anglais « pan » : « the camera is panning »). Elle peut basculer sur l'axe horizontal perpendiculaire à celui de l'objectif, de bas en haut ou inversement, c'est un panoramique vertical, identique au mouvement de la tête parcourant du regard un paysage alpin, du fond de la vallée au sommet de la montagne, et inversement (en anglais « tilt » : « the camera is panning and tilting »). Les deux types de panoramiques peuvent être combinés.

## Histoire
Le déplacement le plus évident est le panoramique horizontal. Pourtant, il fallut quelques années au cinéma naissant (1891) pour surmonter une difficulté de taille : les premières caméras ne disposaient pas de système de visée. Le cadrage était déterminé avant la prise de vues (qui durait tout au plus une minute), avant de charger l'appareil avec un bobineau de pellicule photosensible vierge. La visée était effectuée au dos de l'appareil (comme avec une chambre photographique), directement au niveau de la fenêtre de prise de vues, sur un morceau de pellicule voilée que l'opérateur disposait au niveau de la fenêtre. L'image formée sur cette pellicule était inversée, puisque tout objectif photographique renverse entièrement le faisceau lumineux, tête en bas et inversion gauche-droite. La caméra étant disposée au bon endroit, selon un axe optimal, et la mise au point de l'objectif étant faite, l'opérateur pouvait alors charger son appareil (comme avec une chambre) et effectuer la prise de vues qui en général épuisait le court bobineau de pellicule vierge. Il tournait donc sa manivelle sans avoir la possibilité de contrôler ou de rectifier son cadrage. « Comme la majorité des opérateurs de l'époque étaient à l'origine des photographes, ils avaient l'œil aiguisé par l'expérience et, tout en tournant la manivelle, ils pouvaient se rendre compte que leur sujet risquait de sortir du cadre et de passer hors-champ. Pour éviter d'être obligés de recommencer la scène et de gâcher de la pellicule, ils avaient trouvé la solution de déplacer le plus rapidement possible la caméra sur son support, au jugé! » Un habile coup de chaussure dans l'une des branches de leur trépied en bois suffisait à ramener le sujet au centre de l'image.
Bientôt, cependant, les opérateurs eurent recours à un système confortables et relativement précis : une visée, dite « claire », c'est-à-dire un tube de visée, ou un simple cadre réticulé, disposé au-dessus de la caméra. Ce viseur offrait la possibilité d'un contrôle du cadrage durant la prise de vues, approximatif mais suffisant pour envisager de faire pivoter la caméra, et donc de faire un panoramique. Le mot panoramique vient de la photographie qui présentait déjà à cette époque des clichés disposés côte à côte, montrant un paysage sur 360°, dits « panoramas » ou « panoramiques » (les premiers travellings, expérimentés sur des paysages par un opérateur de Louis Lumière, Alexandre Promio, furent baptisés « panoramas Lumière » par les frères lyonnais).
Encore fallait-il savoir comment effectuer le mouvement. Il faut se rappeler que les deux mains de l'opérateur étaient déjà mobilisées pour stabiliser l'appareil et actionner avec vigueur et régularité la manivelle du mécanisme d'entraînement. Il est écrit dans la notice du Cinématographe Lumière : « On tourne la manivelle à raison de 2 tours par seconde (au début, la plupart des opérateurs ont une tendance à tourner trop lentement, et nous les mettons en garde contre cet écueil), en ayant soin de maintenir fortement l'appareil de la main gauche, en pressant sur le pied, afin d'éviter les trépidations. » Pour effectuer un simple panoramique horizontal, il lui fallait le secours d'un assistant pour activer une nouvelle manivelle installée sur le trépied, qui permettait d'orienter la caméra dans un sens ou dans l'autre. On imagine la difficulté que rencontra l'opérateur James H. White, envoyé par Thomas Edison en France, à l'occasion de l'Exposition universelle de Paris en 1900, quand il réussit plusieurs panoramiques de quelque 120°, qu'il intitula « Panoramas », dont les plus célèbres découvrent les circulations denses de la place de l'Opéra et de la place de la Concorde. Et aussi, « un panoramique effectué de droite à gauche sur des bâtiments de l'Expo, termine sa course sur le Petit Palais et l'arche unique de plus de cent mètres du pont Alexandre-III, flambant neuf. »
James White voulait encore immortaliser la Tour Eiffel, qui avait alors moins de douze ans d'âge, et qui devait être démontée après l'Exposition. Il réalisa sur elle ce qui est sans doute le premier panoramique vertical du cinéma, Panorama sur la Tour Eiffel. Il prit le risque de filmer le ciel. À cette époque, les émulsions photosensibles couchées sur les pellicules étaient du type achromatique, sensibles uniquement au bleu et aux ultraviolets. Elles rendaient le rouge en noir, et les ciels d'été  paraissaient blancs, et on ne pouvait pas y distinguer les nuages. Un bon opérateur évitait de cadrer le ciel ou en montrait le moins possible. Mais James White ne put résister au plaisir d'une telle gageure et laissa à la postérité un double panoramique émouvant (bas en haut et haut en bas) sur le célèbre monument qui ressort bien sur le fond blanc du ciel parisien.  Lorsqu'il termine la prise de vues, les badauds qui croisent son objectif le saluent amicalement.
Ce n'est qu'en 1903 qu'apparaissent dans les Chase Films de l'École de Brighton les premiers panoramiques utilisés dans des plans de fiction, par exemple, dans Combat acharné de deux braconniers, réalisé par William Haggar. Ce retard par rapport au film documentaire correspond à une filiation primitive du film joué, à la scène de théâtre ou de music-hall et à son mode de vision : le spectateur de théâtre ne change pas de place durant la représentation et sa vision est toujours frontale, limitée de chaque côté par le manteau d'arlequin masquant les coulisses comme des œillères. Ainsi, dans nombre de ses films, Georges Méliès inclut-il dans son décor un manteau d'arlequin complet, frise et tentures, en référence à son credo artistique : le cinéma est un complément de la scène « Le Châtelet était pour Georges Méliès un idéal. »

## Technique
La face dorsale d'une pellicule vierge est enduite d'une couche anti-halo, c'est-à-dire une couche opaque qui absorbe la lumière une fois qu'elle a traversé la couche photosensible. Ce qui évite des retours de lumière dus à la réflexion sur les pièces chromées qui guident le film dans le mécanisme jusqu'au foyer de l'objectif. Cette couche anti-halo est détruite chimiquement lors du développement, assurant la nécessaire transparence du film. Mais lorsque la pellicule est encore vierge, à l'intérieur de la caméra, la couche anti-halo empêche de viser à travers elle pour vérifier la mise au point. Pour le faire, dès les années 1920, certaines caméras (comme le Parvo type L des établissements André Debrie, connue et employée dans le monde entier), permettaient à l'arrêt de faire basculer le mécanisme et le film chargé, en dehors du faisceau lumineux de l'objectif et de voir l'image formée à travers la fenêtre de prise de vues sur un verre optique dépoli qui se positionnait automatiquement, ou d'intercaler directement une tirette à verre dépoli entre le film et le plan focal (la fenêtre).
Cette visée initiale, « qui permet de déterminer la mise au point à l'arrêt de la caméra, s'est effectuée jusque dans les années 1960 par l'arrière de la fenêtre de prise de vue grâce à un tube de visée spécial installé derrière le film, jusqu'à l'invention de la visée reflex. » La première caméra de cinéma à visée reflex est l'Arriflex allemande, qui permet le contrôle exact du cadre et de la mise au point, aussi bien à l'arrêt qu'en fonctionnement, et qui sort de l'usine Arnold & Richter (Arri) à la fin des années 1930.
À partir de cette invention, deux façons d'effectuer les panoramiques se confrontent : la première, plutôt prisée en Europe, consiste à faire pivoter la caméra sur son support au sommet du trépied avec un manche (ou guidon) que l'opérateur déplace comme il le ferait avec le gouvernail d'un petit bateau. Cette façon de faire favorise l'utilisation de la visée reflex qui requiert un quasi contact de la joue de l'opérateur avec son appareil.
La seconde est plutôt de tradition américaine, avec des caméras dont le système de visée est un confortable tube latéral disposé sur le côté gauche à la hauteur exacte où se situe la fenêtre de prise de vues. Ce système souffre d'un problème qu'on appelle la parallaxe de visée : les axes optiques horizontaux du viseur et de l'objectif ne sont pas confondus et il faut obligatoirement corriger cette parallaxe quand le sujet filmé se rapproche de la caméra, sinon il est décadré. On donne alors au viseur un angle de plus en plus grand par rapport à l'axe de prise de vues, au fur et à mesure que le sujet s'avance, et vice versa. Pour simplifier la manœuvre, le mécanisme qui fait converger le viseur est couplé avec la bague de mise au point. C'est le premier assistant-opérateur, le « pointeur », comme on l'appelle en français, et en anglais le « focus puller », qui en faisant tourner la bague de mise au point de l'objectif par un mécanisme latéral à engrenages, fait en même temps converger le viseur vers le sujet filmé.
Ce dernier système de visée est lié à l'une des plus célèbres objets des studios américains, la Mitchell BNC. Il a habitué les opérateurs américains à utiliser un système de rotation de la caméra sur ses deux axes, actionné par « deux manivelles qui entraînent, l'une un berceau denté pour les panoramiques verticaux, l'autre une couronne dentée pour les panoramiques horizontaux… Dans Le Mépris, Jean-Luc Godard ne résiste pas au plaisir de montrer Raoul Coutard aux volants d'une caméra Mitchell. L'opérateur effectue d'abord un panoramique horizontal, ce que les Américains appellent un pan, puis un panoramique vertical, un tilt, qui permet au cinematographer de fixer symboliquement le regard du public par l'intermédiaire de l'objectif et de la visée non reflex. »
Mais la Mitchell a été dotée par la suite d'une visée reflex, et elle est maintenant objet de musée, la caméra Panavision l'ayant détrônée, moins lourde et adaptée aux techniques actuelles (visées vidéo, steadicam), mais dont les premières versions furent équipées de mouvements Mitchell.

## Utilisation des panoramiques
Le rôle des panoramiques en cinéma de fiction et en documentaire est de suivre le déplacement des personnages ou de tout autre objet mobile, ou de décrire une vaste portion d'espace. Quand le début ou la fin du plan ou un plan voisin montre des personnages qui regardent, le panoramique passe pour un plan subjectif de ce qu'ils voient. L'extension du panoramique dépasse généralement la largeur d'un cadre, allant jusqu'à un demi-cercle. Un tour complet est difficile à réaliser et crée une certaine confusion.
Il ne faut pas confondre le panoramique avec ce que l'on appelle les « recadrages ». En effet, lorsque l'opérateur filme un personnage en plan rapproché ou en gros plan, en principe, sauf indication contraire du réalisateur, il effectue constamment de très légères modifications du cadre pour composer harmonieusement l'image en tenant compte des mouvements sur place du comédien. Il s'agit de rectifications esthétiques du cadrage et non pas de panoramiques. L'opérateur a recours au panoramique lorsque le personnage traverse un lieu, se rend d'un point  à un autre du décor et que l'on veut suivre son déplacement (sinon, il fait une sortie de champ).
Le panoramique est effectué si possible avec une focale normale ou longue, et non pas avec un objectif grand angle. L'objectif de longue focale (téléobjectif) augmente l'effet de parcours du regard sur le décor. L'objectif grand angle a tendance à amoindrir l'effet de déplacement latéral, à moins de le soutenir par un autre procédé, sonore par exemple. « Ainsi, Jean-Luc Godard, dans À bout de souffle, nous livre un plan superbe qui montre sur une route de campagne la grosse cylindrée américaine volée par Michel Poiccard. La prise de vue en panoramique a été faite avec un objectif à focale courte et le passage devant la caméra est plutôt mou. En revanche, l'éloignement de la voiture dans la perspective de la route produit une impression de grande vitesse renforcée habilement par un long coup de klaxon avec un magnifique effet Doppler. »
Le panoramique peut être combiné avec tous les travellings. Un effet très spécial du panoramique est sollicité de manière brutale, le manche de la caméra est déplacé rapidement, le système de friction ou de régulation étant débrayé, c'est le panoramique filé, appelé aussi panoramique « fouetté », en référence à sa désignation en américain, « whip pan ». Il correspond à un mouvement de tête vif, lorsque l'œil est alerté par un danger (une collision entre deux voitures, par exemple) ou quand il suit un phénomène rapide (une étoile filante, par exemple). « Entre le fixe de départ et le fixe d'arrivée, les images sont totalement floues, elles sont comme on dit « filées », et ce flou permet des effets spéciaux. Il est parfois plus simple en effet de réaliser ce genre de plan en le scindant en deux parties, se cadrer en fixe sur le premier sujet... et, au moment où le personnage tourne la tête, faire pivoter rapidement la caméra sans prendre la peine de cadrer son arrêt qui est la partie la plus difficile à obtenir avec précision puisque la caméra exécute un mouvement fouetté qui lui donne de l'inertie à l'arrivée. L'arrivée se fait de deux façons, soit le sujet qui nous est montré après le panoramique filé est un objet, ou un décor nu, et l'on choisit de tourner en marche arrière, c'est-à-dire que l'on cadre en fixe cet objet ou ce bout de décor, et l'on exécute alors un fouetté dans le sens contraire du premier, on quitte l'objet ou le décor, la caméra tournant en marche arrière. Au montage, il suffit de relier les deux plans obtenus au milieu de chaque filé. Comme les photogrammes sont flous, le passage d'une prise de vue à l'autre est invisible et donne l'impression d'une prise de vue continue. C'est ainsi qu'un personnage lance un couteau, la caméra semble suivre la trajectoire de l'arme, mais dans la seconde partie du plan, le couteau est déjà planté dans la cible, et l'habileté du tireur est infaillible grâce à cet effet. »